# Anyang (China)
Anyang is een stad in de gelijknamige prefectuur in het noorden van de Chinese provincie Henan, Volksrepubliek China. Anyang grenst in het noorden aan Puyang, in het zuiden aan Hebi en Xinxiang, en in het westen aan de provincie Shanxi en in het noorden aan Hebei.
Bij de volkstelling van 2020 had de stad 1.187.772 inwoners, de gehele prefectuur had 5.477.614 inwoners.

## Indeling
Prefectuurstad Anyang omvat 4 districten, 1 stadsarrondissement en 4 arrondissementen.
- Beiguan, district (北关区)
- Wenfeng, district (文峰区)
- Yindu, district (殷都区)
- Long'an, district (龙安区)
- Linzhou, stadsarr. (林州市)
- Anyang, arrond. (安阳县)
- Tangyin, arrond. (汤阴县)
- Hua County, arrond. (滑县)
- Neihuang, arrond (内黄县)

## Economie
Anyang is de thuisstad van staalproducent Anyang Steel, al zal diens oude staalfabriek op termijn verhuizen naar de havenstad Zhoukou.